# 삼백초과
삼백초과(三白草科, 학명: Saururaceae 사우루라케아이[*])는 후추목의 과이다. 주로 동아시아·동남아시아 및 북아메리카 등지에 분포하는 여러해살이풀로, 4속 6종이 있으며 한국에서는 자생종 삼백초와 귀화종 약모밀 2종이 발견된다.
잎은 엇갈려 나며, 작은 양성화(암수갖춘꽃)가 이삭 모양으로 달린다. 수술은 3개 또는 6~8개가 있다. 씨방에는 상위 또는 반하 위로 3~4개의 심피가 있는데, 이들은 떨어져 있거나 또는 합쳐져 측막 태자리를 이룬다. 밑씨는 주피 2개로 둘러싸여 있는데 각 심피에는 여러 개의 밑씨가 만들어진다. 열매는 액과(물열매)나 삭과(튀는열매)이다.

## 하위 분류
- 삼백초속(Saururus L.)
- 약모밀속(Houttuynia Thunb.)
- Anemopsis Hook. & Arn.
- Gymnotheca Decne.

## 계통 분류
2016년 APG IV 분류 체계에서는 삼백초과를 목련군 후추목 아래에 분류하며, 이는 2009년 APG III 분류 체계, 2003년 APG II 분류 체계 및 1998년 APG 분류 체계의 분류와 동일하다.